# Calceolaria collina
Calceolaria collina är en toffelblomsväxtart. Calceolaria collina ingår i släktet toffelblommor, och familjen toffelblomsväxter.

## Underarter
Arten delas in i följande underarter:
- C. c. collina
- C. c. conferta
- C. c. subincisa